# Kapelle Klais

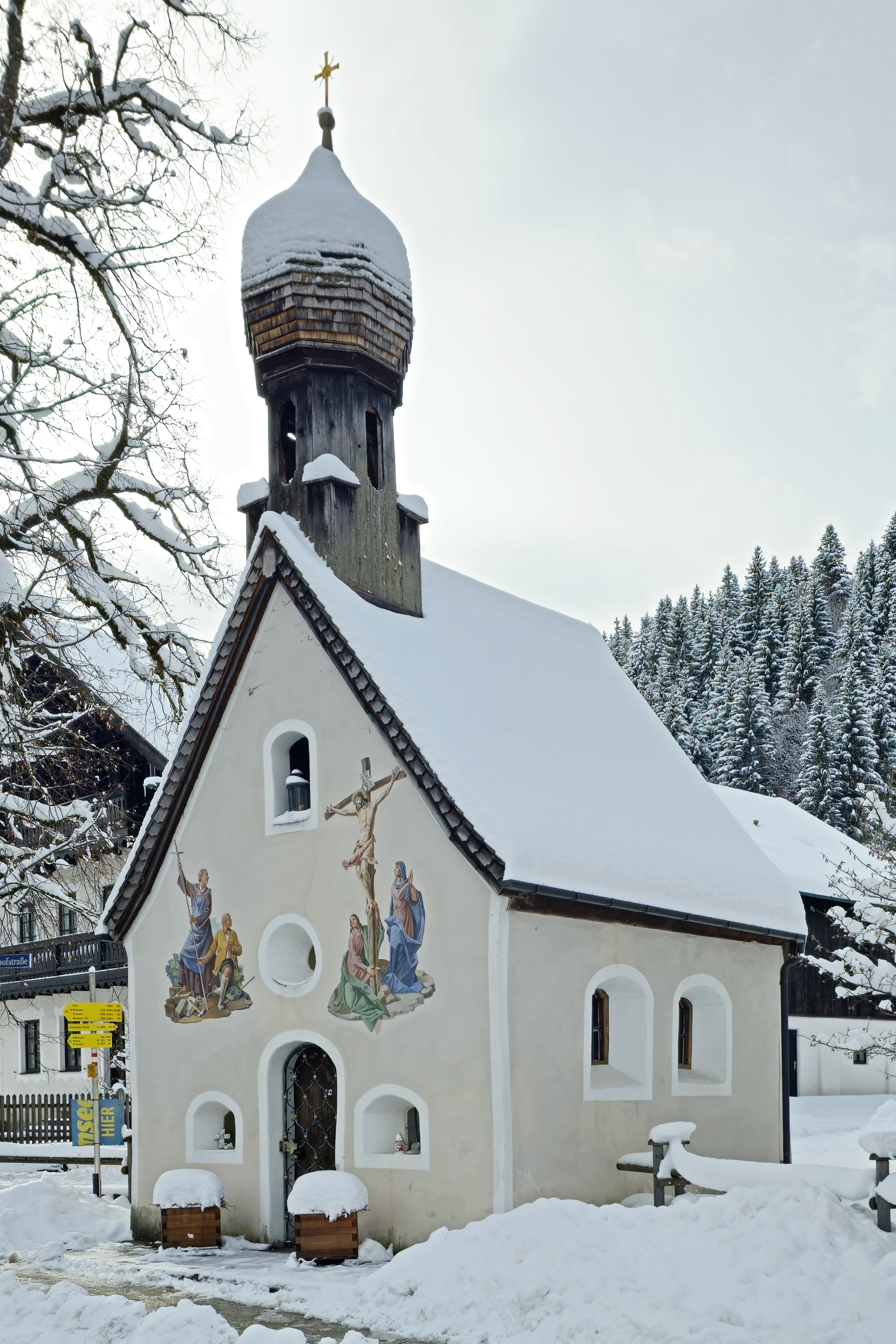
Kapelle von Nordosten

Innenansicht

Die römisch-katholische Kapelle im Krüner Ortsteil Klais im oberbayerischen Landkreis Garmisch-Partenkirchen gehört als Teil der Pfarrkuratie St. Sebastian Krün zum Dekanat Werdenfels des Erzbistums München und Freising. Das Gotteshaus mit der Anschrift Bahnhofstraße 11 steht unter Denkmalschutz.
Die Kapelle steht in der Ortsmitte von Klais, ca. 100 m südlich der Gleisanlagen der Mittenwaldbahn.

## Geschichte
Die Kapelle wurde 1597 errichtet. Die Außenfresken schuf Heinrich Bickel 1962.
Seit 2016 gehört die Kapelle vollständig der Gemeinde Krün, zuvor gehörte sie bis 2005 zwei Privatpersonen zu gleichen Teilen. Dann gelangte die erste Hälfte durch Schenkung an die Gemeinde, 2016 die zweite Hälfte ebenfalls durch Schenkung.

## Beschreibung
Die Kapelle ist nach Westen ausgerichtet und besitzt ein steiles Satteldach. Darauf sitzt ein Dachreiter in Zwiebelform.